# Julius Blum
Julius Blum GmbH (numită cel mai adesea doar „Blum”) este o companie internațională, cu sediul în Austria, care produce sisteme de balamale, pistoane, glisiere și uneltele aferente necesare montării acestora, pentru industria producătoare de mobilă.